# Elysburg
Elysburg est une census-designated place (CDP) du township de Ralpho, dans le comté de Northumberland, en Pennsylvanie, aux États-Unis. Il est situé environ 112 kilomètres (70 miles) au nord de Harrisburg. La population était de 2194 habitants au recensement de 2010. La plus grande attraction de la région est le parc d'attractions Knoebels, connu pour ses deux montagnes russes en bois et son entrée gratuite. 

## La géographie
Elysburg est desservie par la Pennsylvania Route 54 et la Pennsylvania Route 487. Le terrain d'Elysburg est principalement vallonné, avec des collines escarpées dans la partie nord-est. La terre d'Elysburg est principalement résidentielle et agricole, avec quelques forêts. 

## Démographie
Au recensement de 2000, il y avait 3 937 personnes, 1 746 ménages et 1 188 familles résidant dans la census-designated place. La densité de population était de 273,3 habitants par kilomètre carré. Il y avait 909 unités de logement à une densité moyenne de 120,2 par kilomètre carré. La population était constituée à 99,4% de Blancs, à 0,1 % d'Afro-Américains, à 0,1 % d'Amérindiens, à 0,2 % d'Asiatiques et à 0,2 % de personnes de deux « races » ou plus. Les Hispaniques et Latino-Américains représentaient 0,5% de la population. 
Il y avait 855 ménages, dont 29,9% avaient des enfants de moins de 18 ans vivant avec eux, 60,5% étaient des couples mariés vivant ensemble, 8,0% avaient une femme au foyer sans mari présent et 30,6% étaient des personnes hors famille. 28,0% de tous les ménages étaient composés d'individus seuls et 15,6% avaient une personne seule âgée de 65 ans ou plus. La taille moyenne des ménages était de 2,35 personnes et la taille moyenne des familles était de 2,86 personnes. 
Dans la census-designated place, la population était répartie entre 22,4 % de moins de 18 ans, 4,0 % de 18 à 24 ans, 24,8 % de 25 à 44 ans, 25,7 % de 45 à 64 ans et 23,1 % de 65 ans ou plus. L'âge médian était de 44 ans. Pour 100 femmes, il y avait 90,2 hommes. Pour 100 femmes de 18 ans et plus, il y avait 84,7 hommes. 
Le revenu médian pour une famille dans la census-designated place était de 43 222 $ et le revenu médian pour une famille était de 51 211 $. Les hommes avaient un revenu médian de 45 507 $ contre 31 985 $ pour les femmes. Le revenu par tête pour la census-designated place était de 20 897 $. Environ 4,6 % des familles et 9,0 % de la population vivaient en dessous du seuil de pauvreté, dont 9,5 % des moins de 18 ans et 10,0 % des plus de 65 ans. 

## Résidents notables
- Henry Hynoski, joueur de football américain et vainqueur du Super Bowl